# Bătălia de la Orbic
Bătălia de la Orbic a fost o luptă între oștile conduse de Ștefan cel Mare și Petru Aron desfășurată în regiunea Orbicului (azi, cartier al orașului Buhuși). A fost a doua confruntare armată între cei doi voievozi, după Bătălia de la Doljești din 12 aprilie 1457. Ambele bătălii au fost câștigate de Ștefan cel Mare, care și-a învins astfel rivalul la tronul Moldovei. 
Datarea acestui eveniment a fost supusă mai multor revizuiri critice în literatura istoriografică și „rămâne încă o problemă nerezolvată a medievisticii ștefaniene”. În funcție de soluționarea ei, diferă și interpretarea dată unor detalii privind contextul, premisele și consecințele bătăliei.

## Beligeranții
În bătălie s-au confruntat fostul domn al Moldovei, Petru al III-lea Aron, și succesorul lui, Ștefan al III-lea cel Mare.
Petru Aron a ridicat pretenții la domnie ca fiu și moștenitor al lui Alexandru cel Bun. El a obținut tronul în 1451, asasinându-l mișelește pe predecesorul său, Bogdan al II-lea. Acesta fusese și el un fiu nelegitim al lui Alexandru cel Bun și tatăl tânărului voievod Ștefan, pe care l-a asociat la domnie încă din 1450. La început, Petru Aron și-a păstrat tronul doar pentru scurte perioade de timp, fiind înlăturat de la putere în două rânduri de către fostul său complice Alexăndrel, pe care l-a învins definitiv abia în 1455.
Tânărul Ștefan a fost silit să părăsească Moldova după asasinarea tatălui său și s-a refugiat pentru o vreme în Transilvania, împreună cu Vlad Țepeș, cu care avea legături de rudenie. În 1456, l-a însoțit pe acesta din urmă în Țara Românească. Devenit domn acolo, Vlad Țepeș i-a pus la dispoziție o oaste munteană, cu care Ștefan s-a întors în Moldova în aprilie 1457 pentru a-l înfrunta pe Petru Aron. Corpului expediționar i s-au adăugat sprijinitori din Țara de Jos a Moldovei, efectivele lui Ștefan ridicându-se în total la circa șase mii de oameni.

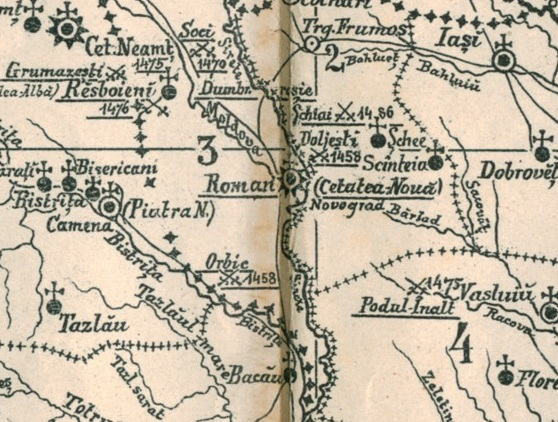
Localizarea bătăliilor de la Doljești și Orbic pe Harta Moldovei în timpul lui Ștefan cel Mare realizată de Vladimir Mironescu în 1908
(datarea bătăliilor în 1458 este greșită)

Prima confruntare dintre cele două tabere a avut loc la 12 aprilie 1457, în Bătălia de la Doljești, câștigată de Ștefan cel Mare. Deși există încă incertitudini cu privire la localizarea acestei prime lupte (pe Siret, în apropiere de Suceava sau în apropiere de Roman?), în schimb datarea ei este relativ precisă și acceptată în mod unanim ca marcând începutul domniei lui Ștefan cel Mare în Moldova.
Învins la Doljești, Petru Aron a reușit să scape și să se refugieze în Polonia. A doua confruntare militară hotărâtoare cu Ștefan cel Mare a fost cea de la Orbic. Locul, care mai apare menționat și în varianta „Arbic” în unele surse slavone, nu este controversat: se admite că este vorba despre un toponim (pârâu, deal, sat) din apropierea orașului Buhuși de azi, situat în vechiul Ținut al Neamțului. În schimb, data desfășurării bătăliei face obiectul mai multor încercări de reconstrucție, provocate de sesizarea unor inadvertențe la nivelul surselor analizate.

## Sursele

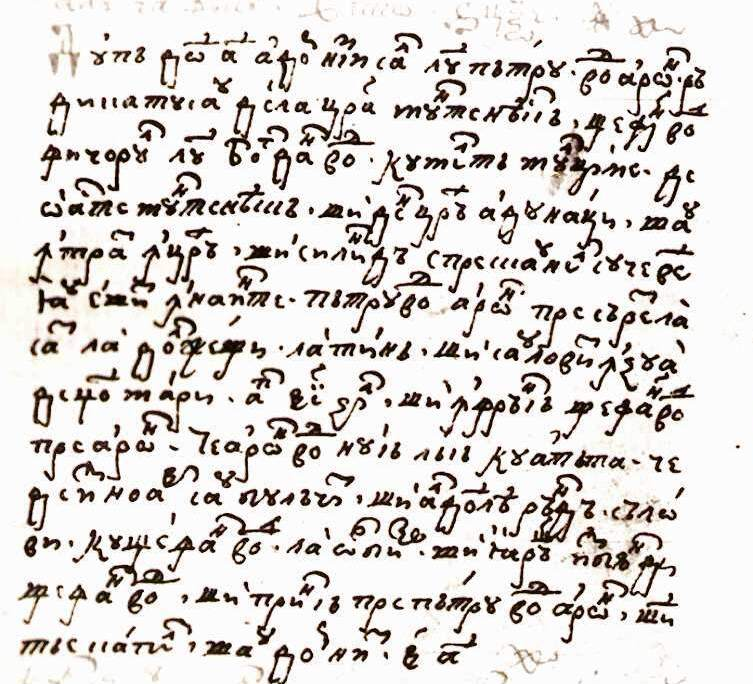
Grigore Ureche, Letopisețul Țării Moldovei:
„După doi ani a domnii lui Pătru vodă Aron...”
(copie din sec. al XVII-lea)

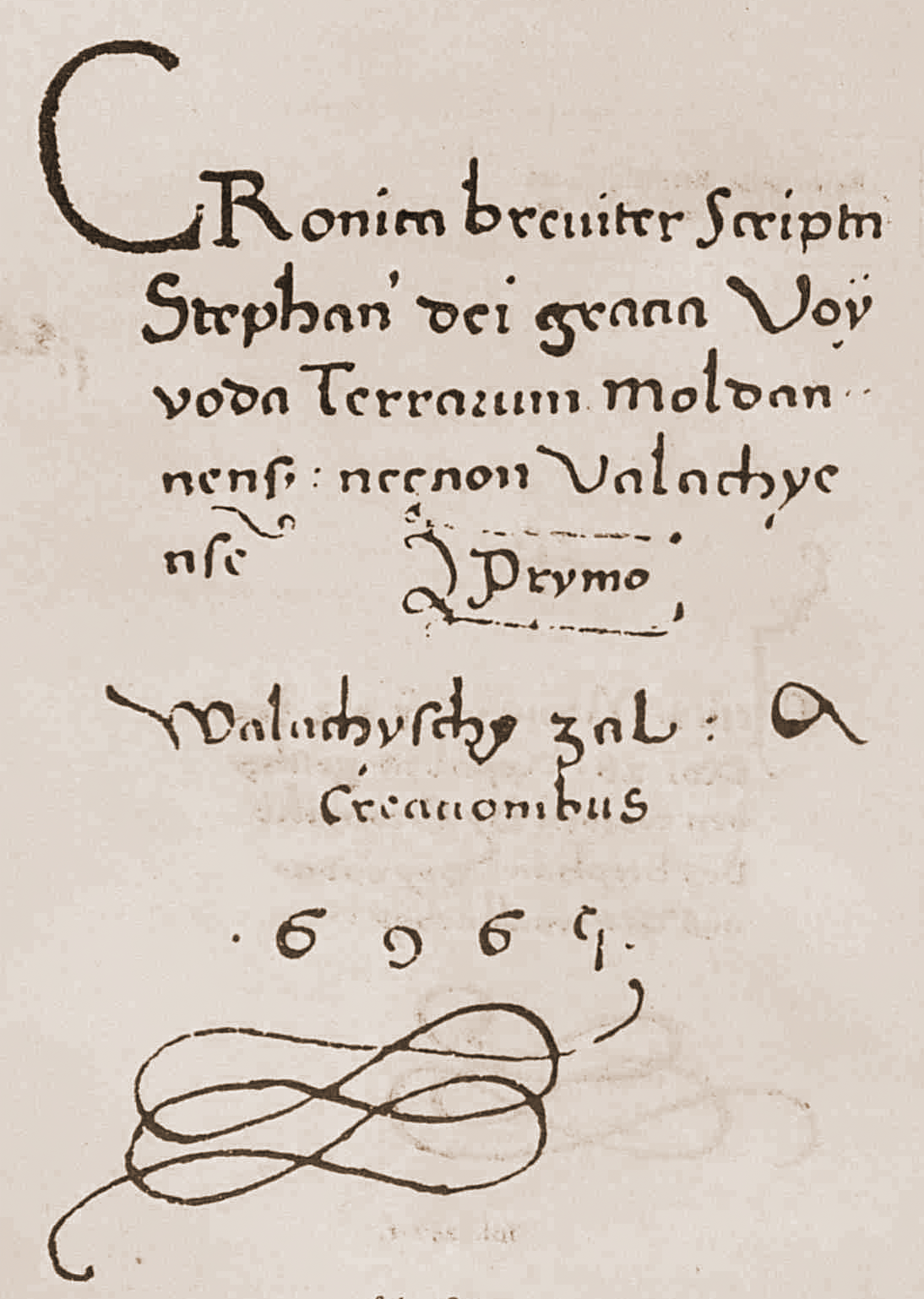
Cronica breuiter scripta (1502)

## Interpretarea

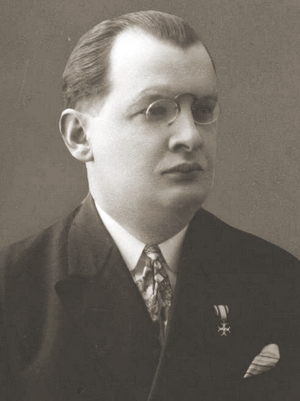
Istoricul Olgierd Górka a lămurit soarta lui Petru Aron, învins la Orbic.

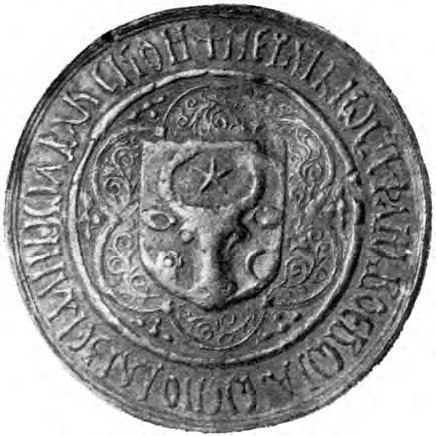
Pecetea lui Ștefan cel Mare

## Reconstituirea

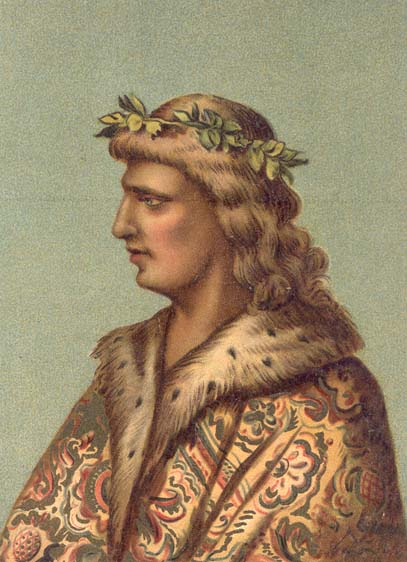
Matia Corvin a susținut pretendența lui Petru Aron la tronul Moldovei.

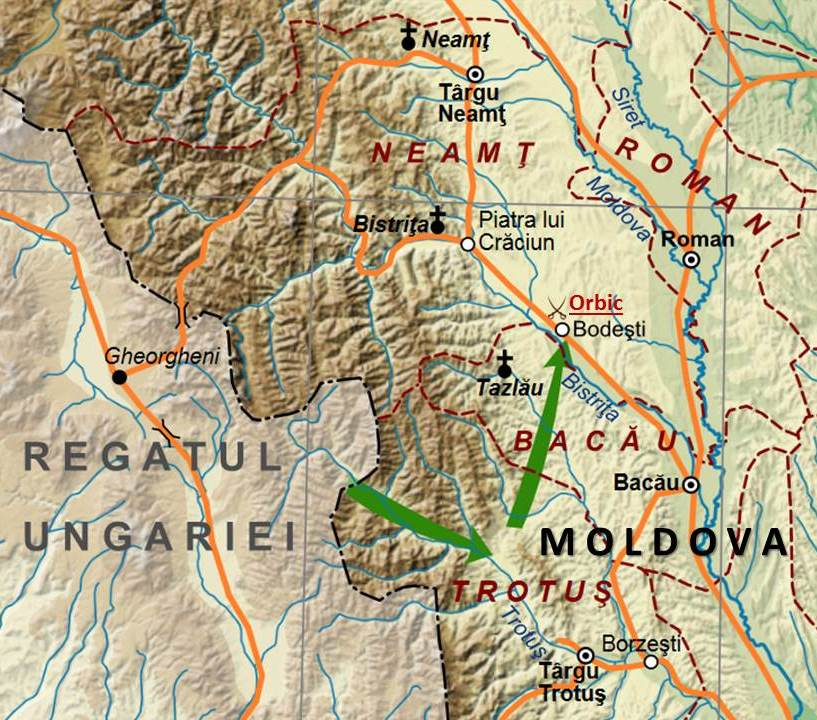
Campania lui Petru Aron și Bătălia de la Orbic

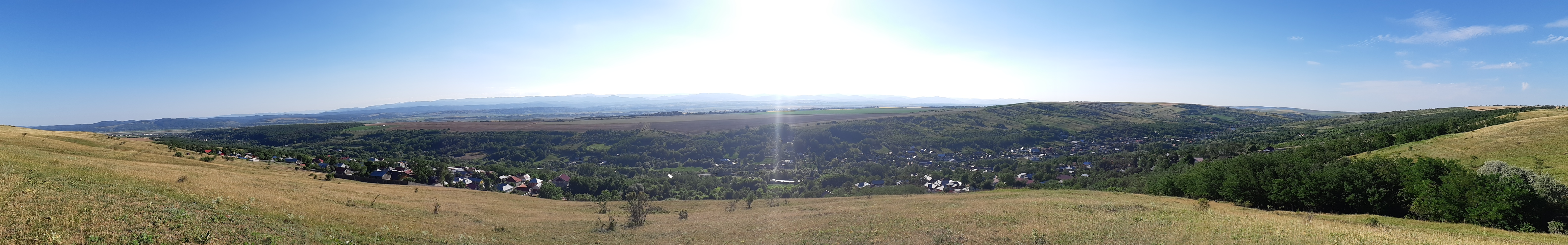
Valea Orbicului lângă Buhuși.